# Джайгаон
Джайгаон (англ. Jaigaon) — город в индийском штате Западная Бенгалия, расположен в округе Джалпайгури.

## Географическое положение
Город расположен на границе с Бутаном.

## Демография
Население города по годам:
| 2001   | 2010   |
| ------ | ------ |
| 38 689 | 43 503 |